# Karl-Johan Tyrberg
Karl-Johan Tyrberg, född den 30 juli 1936 i Vittsjö, är en svensk biskop emeritus.
Tyrberg blev teologie kandidat vid Lunds universitet 1962 och prästvigdes för Lunds stift samma år. Han blev teologie licentiat 1971 och teologie doktor året därpå (på avhandlingen Lekmannaverksamheten och församlingens förnyelse. Debatter och strävanden i Lunds stift 1848-1860). År 1969 blev han kyrkoadjunkt i Slottsstadens församling i Malmö, 1969 komminister i Ängelholms pastorat (med stationering i Höja), 1977 kyrkoherde i Allerum och 1985 kontraktsprost i Luggude. Han utnämndes till domprost i Härnösand 1989 och (från andra förslagsrummet) till biskop i Härnösands stift 1991. Han blev emeritus 2001.
Tyrberg är son till rektorn för Vittsjö kommunala yrkesskolor Sigfrid Tyrberg och May Karlsson samt  farbror till Johan Tyrberg.